# 何琦 (排球运动员)
何琦（1973年8月24日—），中国前女子排球运动员。她在1996年夏季奥林匹克运动会中，参加了女子排球比赛并获得银牌。她也参加了2000年夏季奥林匹克运动会。